# L'Homme au cerveau greffé
Pour plus de détails, voir Fiche technique et Distribution.
L'Homme au cerveau greffé est un film franco- italo- allemand réalisé par Jacques Doniol-Valcroze et sorti en 1972.

## Synopsis
Le professeur Marcilly se sait condamné par une maladie cardiaque ; il fait transplanter son cerveau dans le corps d'un jeune homme victime d'un accident de la route. L'opération ayant réussi, le nouveau personnage s'interroge sur ce que fut la vie de celui dont il a pris le corps.

## Fiche technique
- Titre : L'Homme au cerveau greffé
- Réalisation : Jacques Doniol-Valcroze
- Scénario : Jacques Doniol-Valcroze, d'après le roman d'Alain Franck et Victor Vicas[1]
- Photographie : Étienne Becker
- Son : Jean-Claude Laureux
- Musique : Johannes Brahms
- Décors : Claude Pignot
- Montage : Nicole Berckmans
- Production : UGC - Parc Films - Universal Productions France - Marianne Productions - Verona Produzione (Rome) - Bavaria Atelier GmbH (Munich)
- Pays de production :  France -  Italie -  Allemagne de l'Ouest
- Genre : drame, science-fiction
- Durée : 90 minutes
- Date de sortie : 
  - France : 29 mars 1972

## Distribution
- Mathieu Carrière
- Jean-Pierre Aumont
- Michel Duchaussoy
- Nicoletta Machiavelli
- Benoît Allemane
- Monique Mélinand
- Martine Sarcey
- Andrée Tainsy
- Christian Duroc
- Pierre Santini
- Marianne Eggerickx
- Max Vialle